# Catocala coniuncta
Catocala coniuncta és una espècie de papallona nocturna de la subfamília Erebinae i la família Erebidae.

## Distribució
Es troba a la zona mediterrània i s'estén a través del sud d'Europa, nord d'Àfrica fins a l'Orient Mitjà.

## Descripció
Igual que altres espècies relacionades Catocala coniuncta té les ales superiors clapejades de marró i les inferiors de color carmesí vermell amb una línia central negra. L'espècie es diferencia dels seus congèneres europeus per la forma de la línia posterior mitjana de les ales superiors i la línia negra més recta de les ales inferiors.

## Plantes nutrícies
Les larves s'alimenten d'alzina (Quercus ilex).

## Galeria

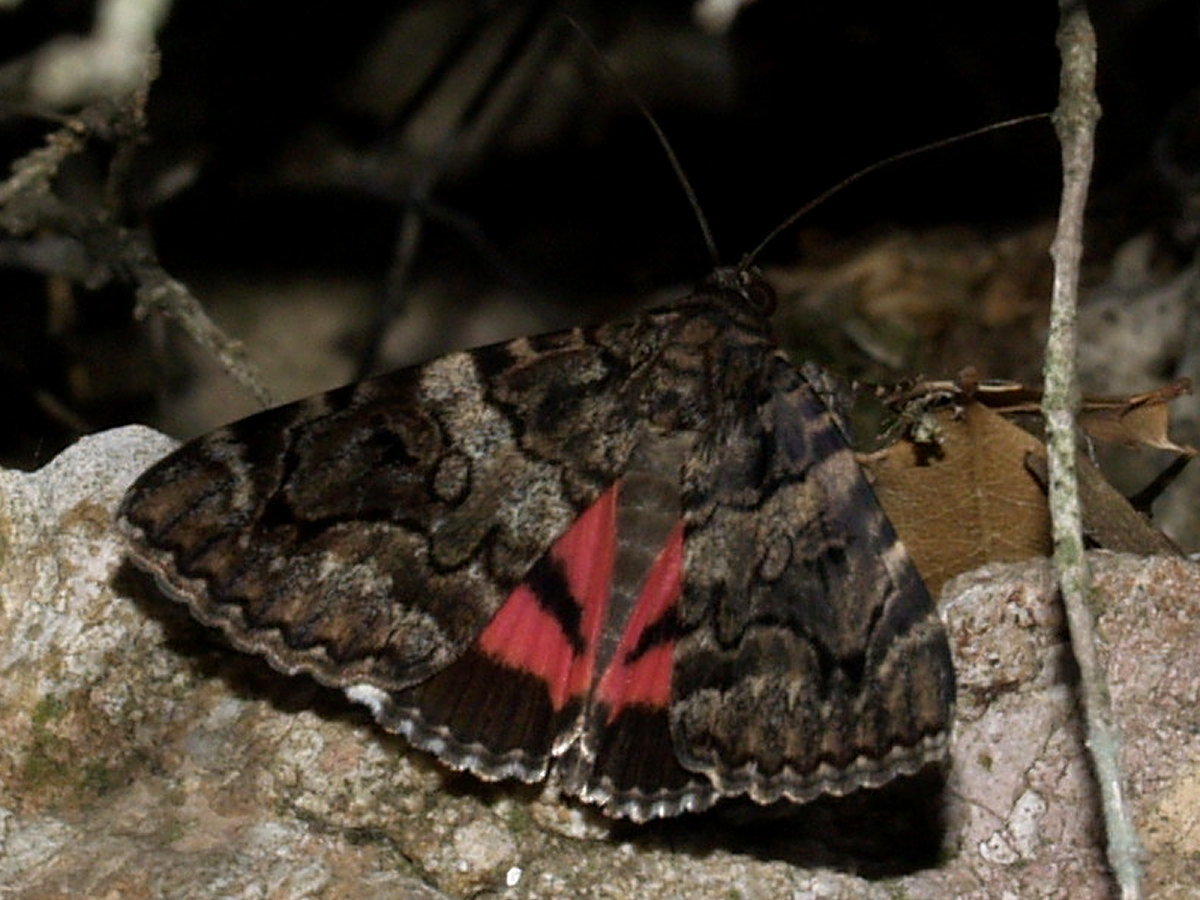
Catocala coniuncta
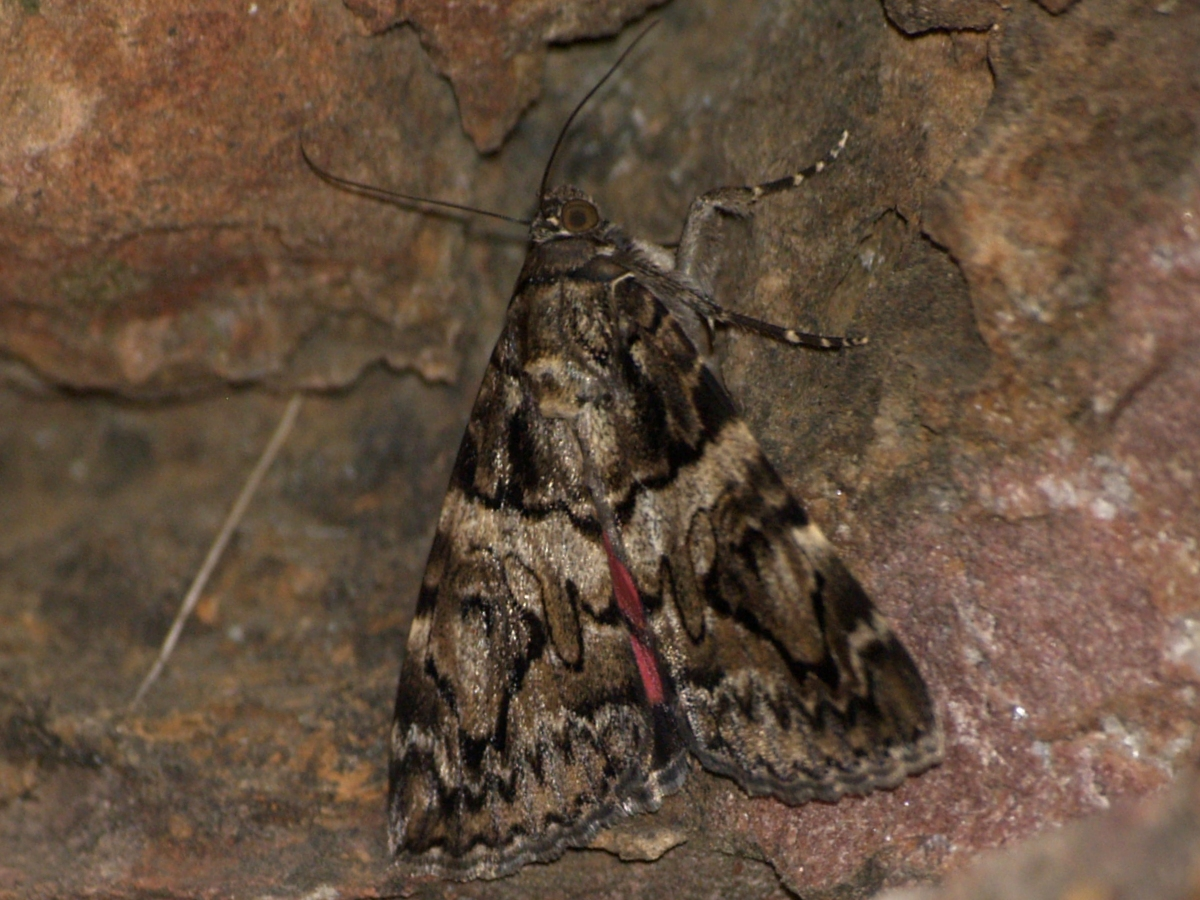
Catocala coniuncta